# Mizuki Fujii
Mizuki Fujii (jap. 藤井瑞希 Fujii Mizuki; ur. 5 sierpnia 1988 w Ashikita) – japońska badmintonistka, srebrna medalistka olimpijska w grze podwójnej. W grze podwójnej występuje w parze z Reika Kakiiwa.
Największym jej sukcesem jest srebrny medal igrzysk olimpijskich w Londynie w grze podwójnej.